# Gheriat el-Garbia
Gheriat el-Garbia is een Libische oase die vooral bekendheid geniet door de aanwezigheid van een Romeins fort.
Net als de castella bij Ghadames en Bu Njem is Gheriat el-Garbia ("westelijk dorp") gebouwd aan het begin van de derde eeuw, in opdracht van keizer Septimius Severus. Het op een rotsplateau gelegen fort beheerst de voornaamste bron tussen de nederzettingen van de Garamanten, een Berberstam in de woestijn, en het vruchtbare gebied langs de kust. Het fort maakt deel uit van het indrukwekkende, op aanpassing van het ecosysteem gebaseerde grensverdedigingssysteem dat bekendstaat als Limes Tripolitanus. De nederzetting is later door Berbers in gebruik genomen, die er een bescheiden moskee hebben gebouwd.
Iets meer naar het oosten ligt Gheriat esh-Shergia ("oostelijk dorp"), waar een versterkte boerderij (centenarium) is aangetroffen in het latere, Italiaanse Fort Bacone.

## Noot
Afhankelijk van het systeem waarmee het Arabisch wordt getranscribeerd, kan de naam "Gheriat el-Garbia" ook worden gespeld als Qaryah al-Gharbiyah en Gheryat al-Gharbiya.